# Ласерр, Поль Жозеф Анри
Поль Жозеф Анри Ласерр де Монзи (фр. Paul Joseph Henri Lasserre de Monzie; 25 февраля 1828, Дуасса, департамент Дордонь — 22 июля 1900, там же) — французский католический публицист.

## Биография
Сын военно-морского врача. Изучал право в Париже, однако отказался от адвокатской карьеры ради занятий журналистикой.
Известен, прежде всего, книгами и статьями о явлении Девы Марии в Лурде: «Богоматерь Лурдская» (фр. Notre Dame-de-Lourdes; 1869, сотни переизданий на разных языках), «Бернадетта, сестра Мария-Бернарда» (фр. «Bernadette, soeur Marie-Bernard; 1879) и т. д.; Ласерр верил, что Богоматерь Лурдская чудесным образом исцелила его самого от прогрессировавшей слепоты.
В книге «Евангелие по Ренану» (фр. L'évangile selon Renan; 1863) полемизировал с Э. Ренаном из-за книги последнего «Жизнь Иисуса». Написал также трактат «Польша и католичество» (фр. La Pologne et la Catholicité; Рим, 1861), сделал новый перевод Евангелий (1887), который был одобрен несколькими епископами и разрешён папой, но затем всё-таки внесён в Индекс запрещённых книг.